# 2005년 지바현 북서부 지진
지바현 북서부 지진(千葉県北西部地震)은 2005년 7월 23일에 일본의 지바현 북서부에서 발생한 지진이다. 지진 규모는 M6.0. 도쿄도 아다치구에서 최대 진도5강을 관측했다.

## 진도
아래는 일본 기상청 진도 계급 기준 진도5약 이상을 관측한 지역이다.
| 진도 | 도도부현   | 시구정촌                                                                                 |
| ---- | ---------- | ---------------------------------------------------------------------------------------- |
| 5강  | 도쿄도     | 아다치구                                                                                 |
| 5약  | 사이타마현 | 가와구치시, 소카시, 야시오시, 미사토시, 미야시로정                                       |
| 5약  | 지바현     | 이치카와시, 후나바시시, 우라야스시, 기사라즈시, 교난정                                   |
| 5약  | 도쿄도     | 오타구, 에도가와구                                                                       |
| 5약  | 가나가와현 | 요코하마시 (가나가와구, 나카구, 고호쿠구, 미도리구), 가와사키시 (가와사키구, 사이와이구) |